# 约瑟夫·奥古斯塔
约瑟夫·奥古斯塔（捷克語：Josef Augusta，1946年11月24日—2017年2月16日），捷克男子冰球运动员。他曾代表捷克斯洛伐克国家队参加1976年冬季奥林匹克运动会冰球比赛，获得一枚银牌。